# Hutton Court
Hutton Court est une maison de campagne à Hutton, Somerset, Angleterre, construite au XVe siècle comme manoir. Elle est classée Grade II * sur la liste du patrimoine national d'Angleterre. En plus de la maison principale, le mur d'enceinte, la maison d'été et les portes et les piliers de la salle sont tous classés séparément au grade II. Elle est immédiatement au sud de l'église paroissiale.

## Histoire
Un ancien manoir en bois se trouvait peut-être sur le même site ou à proximité. Les parties les plus anciennes du bâtiment actuel sont la tour avec ses créneaux et la salle à manger avec son plafond en chêne . La grande salle a un toit à poutres apparentes. À l'angle nord-est de la maison se trouve une tourelle d'escalier polygonale et les cheminées de l'aile ouest s'élèvent plus haut que les créneaux de la tour principale.
Le propriétaire foncier local John Payne acquiert Hutton, parmi plusieurs autres manoirs locaux, et en 1466 y établit sa résidence principale. Il meurt en 1496  le transmettant à son fils Thomas Payne et à ses descendants. En 1604, Nicholas Payne est en difficulté financière et John Still (en), évêque de Bath et Wells, achète le manoir de Hutton et la résidence de Hutton Court. Son fils Nathaniel Still construit la partie ouest de la cour. À sa mort en 1626, le domaine comprend la Cour, deux jardins, 80 acres (32,37485136 ha) de prairie, 50 acres (20,2342821 ha) de pâturages et 100 acres (40,4685642 ha) d'autres terres. Il passe par le mariage de la fille de Nathaniel, Anne, avec la famille Codrington. William Codrington (mort en 1728), un descendant de Nathaniel Still, vit à Hutton Court .
En 1730, la maison est achetée par Humphrey Brent, un avocat de Bristol, et est transmise à la famille Brent jusqu'en 1837, date à laquelle elle est vendue à Henry Adolphus Septimus Payne. En 1848, la maison est louée à Edward Bowles Fripp  et en 1849, elle est considérablement modifiée par Samuel Charles Fripp, un architecte de Bristol .
Le propriétaire suivant est Edward Bisdee (1802–1870), originaire d'Oldmixon près de Hutton qui a fait fortune en Tasmanie. Il occupe la maison et le manoir des années 1850 jusqu'à sa mort, date à laquelle ils passent à son frère Alfred Henry Bisdee (1819–1898) puis à son fils Thomas Gamaliel Bisdee (1852–1933). Il est ensuite laissé à Thomas Edward Bisdee (1888-1934), récemment retraité de l'armée régulière, qui est tué dans un accident de cheval en avril 1934. En raison de deux paiements de droits de succession en un an, la famille ne peut pas se permettre de garder la propriété et donc en 1935, la maison et son contenu sont vendus aux enchères, et la maison est achetée par un capitaine Stamp. En 1948, elle est revendue à un capitaine GW Gwynne, qui l'occupe jusque dans les années 1950, date à laquelle elle est vendue à la famille Palmer qui y vit jusqu'à la fin des années 1970. Hutton Court devient alors un hôtel, mais dans les années 1990, un nouveau propriétaire l'utilise à nouveau comme résidence privée.